# Thierry Schmitter
Thierry Schmitter (Frankrijk, 6 mei 1969) is een Franse zeiler die voor Nederland uitkwam. Hij zeilt in de internationale en paralympische zeilklasse 2.4mR en is sinds 2013 zittend kitesurfer.
Schmitter werd geboren in Frankrijk, maar woont sinds zijn derde in Nederland.
Thierry Schmitter begon al op jonge leeftijd en was naast zeiler ook bergbeklimmer, ijsklimmer en extreem skiër. Schmitter heeft deelgenomen aan meerdere klim-expedities onder andere in de Kaukasus en de Pamir in de voormalige Sovjet-Unie, In 1995 was Schmitter lid van de Nederlandse K2-expeditie. Drie jaar later heeft hij de Shishapangma (8013m) in Tibet beklommen. Een samenvatting in beeld en text van zijn bergbeklimmer's jaren wordt weergegeven in het digitaal archief van de NKBV. 
In november 1998 werd Schmitter bij het ijsklimmen meegesleurd door een lawine. Hij viel zestig meter diep en liep daarbij een dwarslaesie vanaf de twaalfde thoracale wervel op. 
Na zijn revalidatie begon Schmitter weer met sporten nu doet hij aan handbiken, waterskiën, skiën en wedstrijdzeilen. In 2004 won Thierry Schmitter de bronzen medaille bij de Paralympische Zomerspelen 2004 in Athene in de 2.4mR boot, tijdens de Spelen van 2008 in Peking werd hij 5e in deze boot. In 2011 werd hij verkozen tot gehandicapte sporter van het jaar. Tijdens het WK in Charlotte Harbor juni 2012 heeft Schmitter zich gekwalificeerd voor de Paralympische Zomerspelen 2012 in Londen. Tijdens de Spelen van 2012 behaalde hij een Brons medaille in de Paralympisch 2.4mR.
Daarna wisselt Schmitter de 2.4mR voor het kitesurfen, een extreme sport met heel weinig zittend (gehandicapte) beoefenaars.
In het dagelijks leven is Schmitter werkzaam als patentexaminer bij het European Patent Office.

## Beste uitslagen

### Paralympische Spelen
| Evenement   | Resultaat | Boot  |
| ----------- | --------- | ----- |
| Athene 2004 | brons     | 2.4mR |
| Peking 2008 | 5de       | 2.4mR |
| Londen 2012 | brons     | 2.4mR |

### Wereldkampioenschappen
| Evenement                  | Resultaat | Boot  |
| -------------------------- | --------- | ----- |
| IFDS Athene 2003           | brons     | 2.4mR |
| open Söndeborg 2005        | brons     | 2.4mR |
| open Helsinki 2006         | zilver    | 2.4mR |
| IFDS Rochester 2007        | brons     | 2.4mR |
| IFDS Athene 2009           | goud      | 2.4mR |
| IFDS Medemblik 2010        | goud      | 2.4mR |
| IFDS Weymouth 2011         | goud      | 2.4mR |
| IFDS Charlotte Harbor 2012 | zilver    | 2.4mR |

### Nederlandse kampioenschappen
| Evenement      | Resultaat | Boot  |
| -------------- | --------- | ----- |
| Medemblik 2006 | zilver    | 2.4mR |
| Medemblik 2007 | goud      | 2.4mR |
| Medemblik 2011 | goud      | 2.4mR |